# فردیناند مارکوس
فردیناند امانوئل ادارلین مارکوس (به انگلیسی: Ferdinand Emmanuel Edralin Marcos, Sr.) (زاده ۱۱ سپتامبر ۱۹۱۷ – درگذشته ۲۸ سپتامبر ۱۹۸۹) دهمین رئیس‌جمهور فیلیپین بود. وی از سال ۱۹۶۵ تا ۱۹۸۶ میلادی که رژیم‌اش سرنگون شد، اداره امور را در کشور فیلیپین با دیکتاتوری در دست داشت.
وی پس از سرنگونی رژیمش به ایالات متحده آمریکا گریخت و عاقبت در جزیره هونولولو در ایالت هاوایی درگذشت.

## دامنه فساد مالی
تخمین‌زده می‌شود که وی مبلغی بالغ بر «۵ میلیارد دلار آمریکا» که از طریق فساد مالی اندوخته بود را با خود از کشور خارج و در حساب‌هایی بانکی در جزایر ویرجین بریتانیا و دیگر مناطق آزاد مالیاتی مخفی کرده بود.

## خانواده
بزرگ‌ترین دختر فردیناند مارکوس به نام ماریا ایملدا مارکوس مانوتوک، سیاست‌مدار و از سال ۲۰۱۰ میلادی، استاندار ایلوکوس شمالی از استان‌های کشور فیلیپین است. در سال ۲۰۱۲ میلادی، اسنادی انتشار یافت که نشان می‌داد، وی اختیار برداشت چندین میلیارد دلار از اموالی که پدرش از فیلیپین خارج کرد و در حساب‌هایی بانکی که در جزایر ویرجین بریتانیا مخفی کرده بوده‌است را دارد.

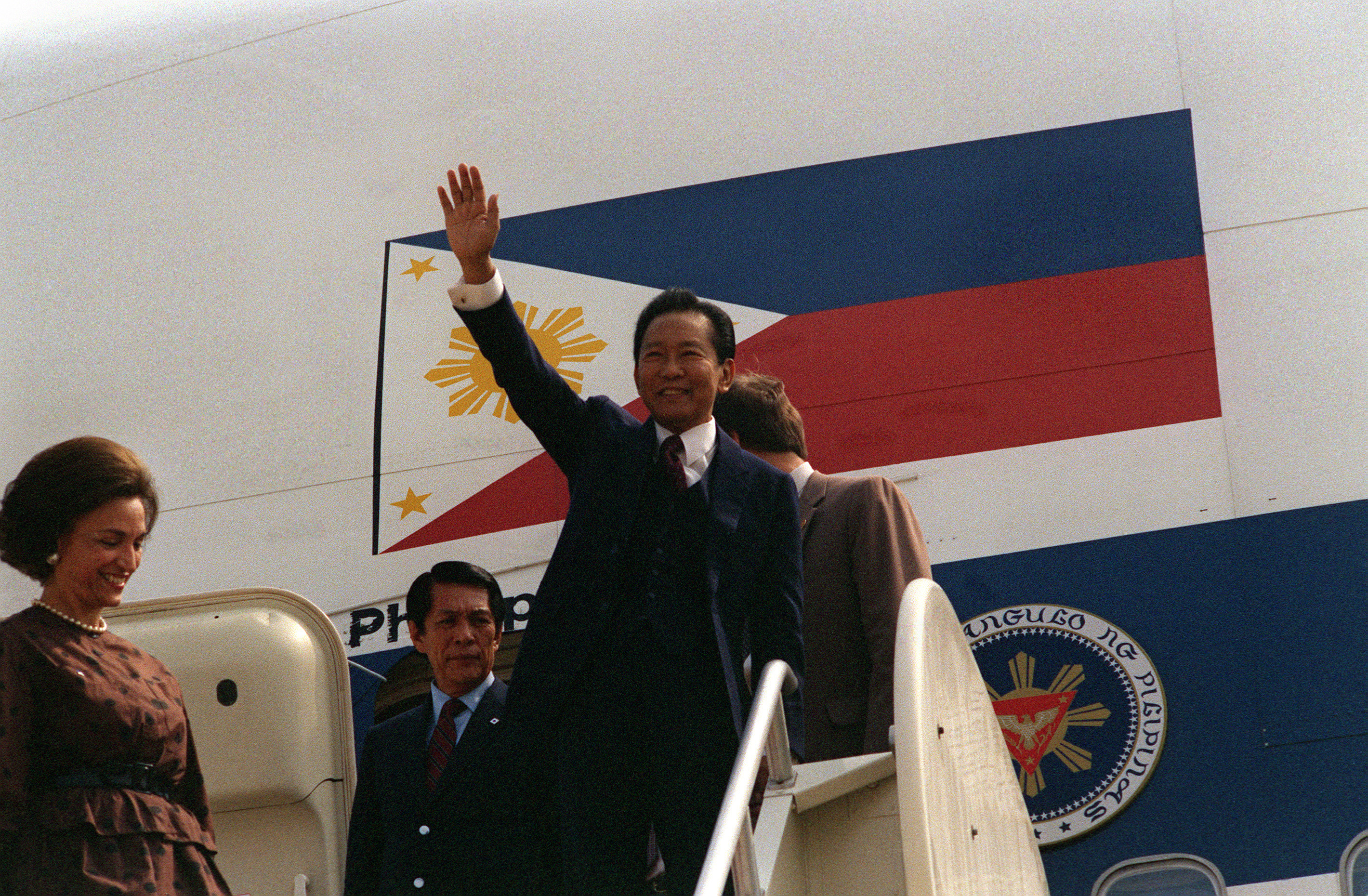
فردیناند مارکوس در واشنگتن دی‌سی، ۱۹۸۳